# Harry Roy
Harry Roy (* 12. Januar 1900 in London als Harris Lipman; † 1. Februar 1971 ebenda) war ein britischer Jazz- und Unterhaltungsmusiker (Klarinette), der als Bandleader und Songwriter von den 1920er bis in die 1960er Jahre aktiv war. Zu seinen erfolgreichsten Songs gehören My Girl’s Pussy (1931) und She Had to Go and Lose It at the Astor (1939).

## Biografie
Geboren 1900 in London als Harris Lipman begann Roy als Jugendlicher, Klarinette und Saxophon zu spielen. Mit seinem Bruder Sidney (Klavier, bekannt als Syd Roy) gründete er die Band The Darnswells. In den 1920er Jahren traten sie unter verschiedenen Bandnamen wie The Original Lyrical Five und The Original Crichton Lyricals in angesagten Tanzhallen auf. Sie spielten auch in Südafrika, Australien, Neuseeland, Frankreich und Deutschland.
Anfang der 1930er Jahre leitete Roy seine Band unter dem Namen „Harry Roy and His Orchestra“. Auftritte der Band im Café Anglais und im Mayfair Hotel (beide in London) wurden im Rundfunk ausgestrahlt. 1931 schrieb Roy zusammen mit Anthony Fanzo den Song My Girl’s Pussy, den er auch sang; das frivole Lied ist dem Dirty Blues zuzurechnen und wurde ein vielfach gecoverter Erfolg. 1935 heiratete Roy Elizabeth Brooke (Bühnenname: „Princess Pearl“), Tochter des letzten Weißen Rajas von Borneo, Charles Vyner Brooke; mit ihr trat er in zwei Musikfilmen auf, Everything Is Rhythm (1936) und Rhythm Racketeer (1937).
Während des Zweiten Weltkriegs tourte Roy mit den „Tiger Ragamuffins“, einer kleineren Ausgabe seiner früheren Band, zur Truppenunterhaltung im Mittleren Osten, nachdem sie zuvor im Embassy Club in London gespielt hatten. 1948 reiste er in die Vereinigten Staaten, erhielt jedoch keine Arbeitserlaubnis. Zurück in England hatte er mit dem Leicester Square Rag noch einmal einen Hit, doch neigte sich die Ära der Big Bands ihrem Ende zu. In den 1950ern hatte Roy ein Restaurant, das jedoch niederbrannte. Gelegentlich tauchte er noch in der Musikszene auf. 1969 hatte er mit kleineren Bands Auftritte im Lyric Theatre in London und in einer Dixieland Show Bar in Brighton. Er starb im Februar 1971 in London.